# Clemens Aigner
Clemens Aigner, né le 2 février 1993 à Innsbruck, est un sauteur à ski autrichien.

## Carrière
Licencié au club d'Innsbruck, il participe à des compétitions de la FIS à partir de 2010. Sa première récompense internationale a lieu en 2013 lors de l'Universiade au Trentin, où il gagne la médaille de bronze par équipes.
Il est débutant en Coupe du monde à Innsbruck en janvier 2015, manche de la Tournée des quatre tremplins. Il marque ses premiers points un an plus tard au même endroit avec une 29e place. En décembre 2015, il gagne son premier concours de Coupe continentale à Engelberg. Il lutte avec Tom Hilde pour la victoire au classement général, mais ce dernier le dépasse lors de l'ultime concours à Tchaïkovski et Aigner doit se contneter du deuxième rang final.
Au Grand Prix d'été 2016, où des sauteurs d'élite s'affrontent, il se retrouve dans le top dix dont une fois cinquième.
Durant l'hiver 2016-2017, il gagne le classement général de la Coupe continentale grâce à sept victoires et enregistre deux 15e places en Coupe du monde à Pyeongchang.
En novembre 2017, à la Coupe du monde de Wisla, il obtient son premier podium par équipes. En janvier 2018, il obtient son premier top dix en vol à ski à Tauplitz dans la Coupe du monde (7e), puis prend part aux Jeux olympiques de Pyeongchang, seulement en grand tremplin, finissant 31e. 
Lors de la saison 2018-2019, il obtient aucun top dix dans la Coupe du monde, mais remporte sept victoires en Coupe continentale et une deuxième fois son classement général.

## Palmarès

### Jeux olympiques
| Épreuve / Édition | Pyeongchang 2018 |
| Petit tremplin    |                  |
| Grand tremplin    | 31e              |
| Par équipes       |                  |

### Championnats du monde de vol à ski
| Épreuve / Édition | Oberstdorf 2018 |
| Individuel        | 18e             |
| Par équipes       | 5e              |

### Coupe du monde
- Meilleur classement général : 29e en 2018.
- Meilleur résultat individuel : 7e.
- 4 podiums par équipes : 1 victoire, 1 deuxième place et 2 troisièmes places.
- 1 podium en Super Team : 1 troisième place.

#### Différents classements en Coupe du monde
| Année     | Classement général final |
| 2015-2016 | 74e                      |
| 2016-2017 | 42e                      |
| 2017-2018 | 29e                      |
| 2018-2019 | 45e                      |
| 2019-2020 | 66e                      |
| 2021-2022 | 35e                      |
| 2022-2023 | 29e                      |

### Universiades
- Médaille de bronze par équipes en 2013.

### Coupe continentale
- Vainqueur du classement général en 2017 et 2019 (hiver).
- 41 podiums individuels, dont 19 victoires.

Palmarès au 10 février 2021